# بريغا ألتا
بريغا ألتا هيبلدية (كوميون) في مقاطعة كونيو في منطقة بيدمونت الإيطالية.

## الجغرافية
تقع القرية على بعد حوالي 80 كيلومتر (50 ميل) جنوب تورينو وحوالي 13 كيلومتر (8 ميل) جنوب شرق كونيو، على الحدود مع فرنسا.
تقع بريغا ألتا على حدود البلديات التالية: تشيوسا دي بيسيو وCosio di Arroscia ولا بريجو (فرنسا) وليمونا بيمونتي ومينداتيكا وأورميا وروكافورتي موندوفي وتيندي (فرنسا) وتريورا.

## أنظر أيضاً
- باسو تاناريلو